# Frequenzverfügbarkeit
Frequenzverfügbarkeit (auch Frequenzfreigabe, englisch frequency supportability, frequency clearance) ist die schriftliche, amtliche und rechtsverbindliche Feststellung des zuständigen nationalen Hoheitsträgers für Frequenzangelegenheiten, ob die Möglichkeit für die betreffende Funkanwendung, Funkstelle oder das Funksystem zur Teilnahme an dem beantragten Funkdienst besteht und ob diesbezüglich mindestens eine Funkfrequenz oder ein Frequenzkanal verfügbar ist. Die Frequenzverfügbarkeit kann in Deutschland grundsätzlich nur für den gemäß Vollzugsordnung für den Funkdienst regulierten und zugewiesenen Teil des elektromagnetischen Spektrums (auch Funkfrequenzspektrum) von 9 kHz bis 275 GHz erteilt werden.

## Auftrag
Zur Untersuchung, Bearbeitung und Erklärung oder Ablehnung von Frequenzverfügbarkeiten verfügen die europäischen NATO-Länder in der Regel über eine National Radio Frequency Agency (NARFA). In einigen NATO-Ländern, wie beispielsweise Griechenland, wird dieser Auftrag vom zivilen Hoheitsträger für Frequenzangelegenheiten erfüllt. 
Für das Bundesministerium der Verteidigung und dessen Geschäftsbereich wird dieser Auftrag im Kommando Cyber- und Informationsraum durch die NARFA DEU erfüllt. Für grenzüberschreitende Anwendungen, wie beispielsweise im mobilen Flugfunkdienst, koordiniert  NARFA DEU mit den betreffenden Nachbarn.

## Festlegungen in Deutschland

### Rechtliche Festlegungen
Bereits mit Staatssekretär-Erlass aus dem Jahre 1956
ist zwingend vorgeschrieben, dass vor Einleitung des Beschaffungsgangs für militärisches Gerät, das auf deutschem Hoheitsgebiet Funkfrequenzen nutzen soll und für welches Schutz vor elektromagnetischen Störungen angestrebt wird, die Frequenzverfügbarkeit zu klären.
Für Frequenzbereiche, die gemäß Frequenzbereichszuweisungsverordnung bzw. Frequenzbereichszuweisungsplan exklusiv zivile oder gemeinsam zivil/militärisch genutzt werden dürfen ist die Zustimmung durch die Bundesnetzagentur (BNetzA) zwingend vorgeschrieben.
Für Gerät sogenannter safety of live services, wie beispielsweise den Flugnavigationsfunkdienst, ist zusätzlich das Bundesministerium für Verkehr (BMV) zu beteiligen.
Detaillierte Festlegungen und Entscheidungen werden sofern Bedarf besteht auf Grundlage von EMV-Untersuchungen, Studien, Simulationen und Feldversuchen getroffen.

### Antrag und Bescheid
Die Beantragung der Frequenzverfügbarkeit bedarf der Schriftform. Der Frequenzverfügbarkeits-Bescheid erfolgt ebenfalls schriftlich und kann national, international, mit Auflagen, Einschränkungen und zeitlich befristet-, aber auch abschlägig erfolgen. Sowohl die NARFA-Germany als auch BNetzA und BMV sind in ihren Entscheidungen unabhängig.
Eine positiv beschiedene Frequenzverfügbarkeit verliert regelmäßig ihre Gültigkeit, wenn eine der Voraussetzungen, wie beispielsweise Vergrößerung der Sendeleistung, geändert wurde.
Zivile Funkstellen, deren Verwendung gemäß Entscheidung der BNetzA in Deutschland zulässig ist, aber durch die Bundeswehr oder die Gaststreitkräfte genutzt oder betrieben werden sollen, wie beispielsweise Rundfunksender (Rundfunkdienst) oder Instrumentenlandanlagen (Flugnavigationsfunkdienst), benötigen keine militärische Frequenzverfügbarkeitserklärung, gleichwohl aber eine zivile Zuteilung der erforderlichen Frequenzen oder Frequenzkanäle. Auch hier leistet die NARFA-Germany Unterstützung.
Für grenzüberschreitende militärische Funkanwendungen wie beispielsweise JTIDS oder Have Quick wurde jeweils eine internationale Frequenzverfügbarkeit, jedoch mit nationalen Einschränkungen erteilt.

### Gaststreitkräfte
Die Nutzung von Funkstellen der Gaststreitkräfte bedarf generell der Zulassung durch die deutsche Funkfrequenzverwaltung in Wahrnehmung ihrer Funktion als Host Nation. 
Für militärisches Gerät wird die Frequenzverfügbarkeit ggf. durch die NARFA-Germany erteilt. Eine wichtige Orientierungshilfe für die betreffende Gaststreitkraft bietet diesbezüglich das NJFA. Zivile Funkanwendungen fallen in den Zuständigkeitsbereich der BNetzA, gleichwohl kann die NARFA-Germany unterstützend tätig werden.

### Frequenzzuteilung
Die Zuteilung einer Funkfrequenz oder eines Frequenzkanals an einen militärischen Nutzer oder Betreiber einer Funkanwendung erfolgt in der Regel nur auf Grundlage einer positiv beschiedenen Frequenzverfügbarkeit.
Nutzer oder Betreiber ziviler Funkstellen, Funkanlagen oder Funksysteme erhalten, sofern die dafür erforderlichen Voraussetzungen gegeben sind, eine Frequenzzuteilung oder Frequenzkanalzuteilung, die in der Regel Bestandteil einer Frequenzzuteilungsurkunde der Bundesnetzagentur ist. Funkstellen, die über eine allgemeine Betriebserlaubnis der Bundesnetzagentur verfügen, wie beispielsweise DECT-Schnurlostelefone, oder drahtlose Mikrofone, benötigen keine Frequenzzuteilung.